# Stijn Vreven
Stijn Vreven, né le 18 juillet 1973 à Hasselt en Belgique, est un footballeur international et entraîneur belge. Il est actuellement l'entraîneur du KSC Lokeren.

## Carrière d'entraineur

### En club

#### Dessel Sport
Stijn Vreven retourne à Dessel Sport le 11 novembre 2022, dix ans après y avoir déjà entraîné, et signe un contrat jusqu'au terme de la saison avec pour objectif de garder le club en Nationale 1.

#### KV Ostende
Début mars 2023, il signe un contrat de trois saisons avec le Belisia Bilzen mais, trois mois plus tard, en juin 2023, Vreven signe au KV Ostende un contrat à durée indéterminée, où il doit prendre la relève de Dominik Thalhammer (en) remercié précédemment. Bilzen s'était toutefois montré disposé à libérer Vreven si l'intérêt du KVO devait se montrer réellement concret. Moins de six mois plus tard, malgré une victoire face au KRC Genk en huitièmes de finale de la Coupe de Belgique et alors les Kustboys n'ont remporté que trois victoires, chutant ainsi à la 14e place de Division 1B, le KVO, de surcroît en grosses difficultés financières, le licencie le 11 décembre 2023.

#### FK Panevėžys
Sans club depuis son limogeage du club côtier, Stijn Vreven signe un contrat d'une saison auprès du FK Panevėžys fin mai 2024 avec pour mission de remettre le champion letton sur les rails, celui-ci pointe en effet après 15 journées à la 10e place du classement avec seulement 12 points.
Malgré la possibilité d'activité une clause pour prolonger l'aventure d'un an, les deux parties décident de se séparer à l'issue de la saison 2024. Le bilan des 30 matches dirigés par le Belge est de 8 victoires, 10 partages et 12 défaites, dont près de la moitié ont été encourues lors de la campagne européenne en Ligue des champions, en Ligue Europa et en Ligue Conférence,. Dans son message, le club souligne particulièrement la victoire 3 buts à 0 face au HJK Helsinki et la possibilité, grâce à celle-ci notamment, de disputer le second tour de qualification de la Ligue des champions.

#### KSC Lokeren-Tamise
Le 11 février 2025, Vreven est nommé entraîneur du KSC Lokeren-Tamise en remplacement d'Hans Cornelis, licencié quelques heures auparavant.

## Statistiques

### Statistiques de joueur

#### En club
| Saison                | Club                           | Championnat           | Championnat | Championnat | Coupe nationale | Coupe nationale | Coupe de la Ligue | Coupe de la Ligue | Compétition(s) continentale(s) | Compétition(s) continentale(s) | Compétition(s) continentale(s) | Autres compétitions | Autres compétitions | Autres compétitions | Belgique | Belgique | Total | Total |
| Saison                | Club                           | Division              | M.          | B.          | M.              | B.              | M.                | B.                | Comp.                          | M.                             | B.                             | Comp.               | M.                  | B.                  | M.       | B.       | M.    | B.    |
| 1993-1994             | KV Malines                     | Division 1            | 8           | 1           | -               | -               | -                 | -                 | C3                             | -                              | -                              | -                   | -                   | -                   | -        | -        | 8     | 1     |
| 1994-1995             | KV Malines                     | Division 1            | 18          | 0           | 1               | 0               | -                 | -                 | -                              | -                              | -                              | -                   | -                   | -                   | -        | -        | 19    | 0     |
| 1995-1996             | KV Malines                     | Division 1            | 27          | 1           | 1               | 0               | -                 | -                 | -                              | -                              | -                              | -                   | -                   | -                   | -        | -        | 28    | 1     |
| 1996-1997             | KV Malines                     | Division 1            | 29          | 1           | 2               | 0               | -                 | -                 | -                              | -                              | -                              | -                   | -                   | -                   | -        | -        | 31    | 1     |
| Sous-total            | Sous-total                     | Sous-total            | 82          | 3           | 4               | 0               | -                 | -                 | -                              | -                              | -                              | -                   | -                   | -                   | -        | -        | 86    | 3     |
| 1997-1998             | KAA La Gantoise                | Division 1            | 29          | 0           | 3               | 0               | 1                 | 0                 | -                              | -                              | -                              | -                   | -                   | -                   | -        | -        | 33    | 0     |
| 1998-1999             | KAA La Gantoise                | Division 1            | 28          | 0           | 1               | 0               | 1                 | 0                 | -                              | -                              | -                              | -                   | -                   | -                   | -        | -        | 30    | 0     |
| Sous-total            | Sous-total                     | Sous-total            | 57          | 0           | 4               | 0               | 2                 | 0                 | -                              | -                              | -                              | -                   | -                   | -                   | -        | -        | 63    | 0     |
| 1999-2000             | FC Utrecht                     | Eredivisie            | 29          | 1           | 5               | 0               | -                 | -                 | -                              | -                              | -                              | -                   | -                   | -                   | -        | -        | 34    | 1     |
| 2000-2001             | FC Utrecht                     | Eredivisie            | 28          | 0           | 2               | 0               | -                 | -                 | -                              | -                              | -                              | -                   | -                   | -                   | -        | -        | 30    | 0     |
| 2001-2002             | FC Utrecht                     | Eredivisie            | 29          | 1           | 4               | 0               | -                 | -                 | C3                             | 4                              | 0                              | -                   | -                   | -                   | -        | -        | 37    | 1     |
| 2002-2003             | FC Utrecht                     | Eredivisie            | 28          | 1           | 3               | 0               | -                 | -                 | C3                             | 1                              | 0                              | -                   | -                   | -                   | 2        | 0        | 34    | 1     |
| Sous-total            | Sous-total                     | Sous-total            | 114         | 3           | 14              | 0               | -                 | -                 | -                              | 5                              | 0                              | -                   | -                   | -                   | 2        | 0        | 135   | 3     |
| 2003-2004             | 1. FC Kaiserslautern           | Bundesliga            | 8           | 0           | 1               | 0               | -                 | -                 | C3                             | 1                              | 0                              | -                   | -                   | -                   | -        | -        | 10    | 0     |
| 2003-2004             | 1. FC Kaiserslautern II (prêt) | Regionalliga Sud      | 2           | 0           | -               | -               | -                 | -                 | -                              | -                              | -                              | -                   | -                   | -                   | -        | -        | 2     | 0     |
| Sous-total            | Sous-total                     | Sous-total            | 10          | 0           | 1               | 0               | -                 | -                 | -                              | 1                              | 0                              | -                   | -                   | -                   | -        | -        | 12    | 0     |
| 2004-2005             | Vitesse Arnhem                 | Eredivisie            | 29          | 0           | 2               | 0               | -                 | -                 | -                              | -                              | -                              | -                   | -                   | -                   | -        | -        | 31    | 0     |
| 2005-2006             | Vitesse Arnhem                 | Eredivisie            | 17          | 0           | 2               | 0               | -                 | -                 | -                              | -                              | -                              | -                   | -                   | -                   | -        | -        | 19    | 0     |
| Sous-total            | Sous-total                     | Sous-total            | 46          | 0           | 4               | 0               | -                 | -                 | -                              | -                              | -                              | -                   | -                   | -                   | -        | -        | 50    | 0     |
| 2005-2006             | Omónia Nicosie                 | A Katigoria           | 3           | 0           | -               | -               | -                 | -                 | -                              | -                              | -                              | -                   | -                   | -                   | -        | -        | 3     | 0     |
| 2006-2007             | ADO La Haye                    | Eredivisie            | 20          | 0           | 1               | 0               | -                 | -                 | -                              | -                              | -                              | -                   | -                   | -                   | -        | -        | 21    | 0     |
| 2007-2008             | Saint-Trond VV                 | Division 1            | 11          | 0           | 1               | 0               | -                 | -                 | -                              | -                              | -                              | -                   | -                   | -                   | -        | -        | 12    | 0     |
| 2007-2008             | KSK Tongres (prêt)             | Division 3B           | 10          | 0           | -               | -               | -                 | -                 | -                              | -                              | -                              | -                   | -                   | -                   | -        | -        | 10    | 0     |
| Sous-total            | Sous-total                     | Sous-total            | 44          | 0           | 2               | 0               | -                 | -                 | -                              | -                              | -                              | -                   | -                   | -                   | -        | -        | 46    | 0     |
| 2008-2009             | KESK Leopoldsburg              | Promotion C (D4)      | 22          | 0           | -               | -               | -                 | -                 | -                              | -                              | -                              | TF                  | 3                   | 0                   | -        | -        | 25    | 0     |
| 2009-2010             | KESK Leopoldsburg              | Promotion C (D4)      | 27          | 0           | 2               | 0               | -                 | -                 | -                              | -                              | -                              | TF                  | 3                   | 0                   | -        | -        | 32    | 0     |
| Sous-total            | Sous-total                     | Sous-total            | 49          | 0           | 2               | 0               | -                 | -                 | -                              | -                              | -                              | -                   | 6                   | 0                   | -        | -        | 57    | 0     |
| Total sur la carrière | Total sur la carrière          | Total sur la carrière | 402         | 6           | 31              | 0               | 2                 | 0                 | -                              | 6                              | 0                              | -                   | 6                   | 0                   | 2        | 0        | 449   | 6     |

#### En sélections nationales
| Saison                | Sélection             | Campagne               | Phases finales | Phases finales | Phases finales | Éliminatoires | Éliminatoires | Éliminatoires | Matchs amicaux | Matchs amicaux | Matchs amicaux | Total | Total | Total |
| Saison                | Sélection             | Campagne               | Sél.           | Cap.           | Buts           | Sél.          | Cap.          | Buts          | Sél.           | Cap.           | Buts           | Sél.  | Cap.  | Buts  |
| --------------------- | --------------------- | ---------------------- | -------------- | -------------- | -------------- | ------------- | ------------- | ------------- | -------------- | -------------- | -------------- | ----- | ----- | ----- |
| 1993-1994             | Belgique espoirs      | Tournoi de Toulon 1994 | 4              | 4              | 1              | -             | -             | -             | -              | -              | -              | 4     | 4     | 1     |
| 1994-1995             | Belgique espoirs      | Euro espoirs 1996      | -              | -              | -              | 6             | 5             | 0             | -              | -              | -              | 6     | 5     | 0     |
| 1995-1996             | Belgique espoirs      | Euro espoirs 1996      | -              | -              | -              | 3             | 3             | 0             | 1              | 1              | 0              | 4     | 4     | 0     |
| Sous-total            | Sous-total            | Sous-total             | 4              | 4              | 1              | 9             | 8             | 0             | 1              | 1              | 0              | 14    | 13    | 1     |
| 1995-1996             | Belgique aspirants    | -                      | -              | -              | -              | -             | -             | -             | 1              | 1              | 0              | 1     | 1     | 0     |
| 1997-1998             | Belgique aspirants    | -                      | -              | -              | -              | -             | -             | -             | 1              | 1              | 0              | 1     | 1     | 0     |
| 1998-1999             | Belgique aspirants    | -                      | -              | -              | -              | -             | -             | -             | 1              | 1              | 0              | 1     | 1     | 0     |
| Sous-total            | Sous-total            | Sous-total             | -              | -              | -              | -             | -             | -             | 3              | 3              | 0              | 3     | 3     | 0     |
| 2002-2003             | Belgique              | Euro 2004              | -              | -              | -              | 1             | 1             | 0             | 1              | 1              | 0              | 2     | 2     | 0     |
| Total sur la carrière | Total sur la carrière | Total sur la carrière  | 4              | 4              | 1              | 10            | 9             | 0             | 5              | 5              | 0              | 19    | 18    | 1     |

#### Matchs internationaux
| Matchs internationaux de Stijn Vreven | Matchs internationaux de Stijn Vreven | Matchs internationaux de Stijn Vreven          | Matchs internationaux de Stijn Vreven | Matchs internationaux de Stijn Vreven | Matchs internationaux de Stijn Vreven | Matchs internationaux de Stijn Vreven | Matchs internationaux de Stijn Vreven                         |
| #                                     | Date                                  | Lieu                                           | Adversaire                            | Résultat                              | Compétition                           | Club                                  | Notes                                                         |
| ------------------------------------- | ------------------------------------- | ---------------------------------------------- | ------------------------------------- | ------------------------------------- | ------------------------------------- | ------------------------------------- | ------------------------------------------------------------- |
| 1                                     | 21 août 2002                          | Stade municipal de Szczecin, Szczecin, Pologne | Pologne                               | N 1 - 1                               | Match amical                          | FC Utrecht                            | Titulaire, remplacé par Jacky Peeters à la 68e minute de jeu. |
| 2                                     | 7 septembre 2002                      | Stade Roi Baudouin, Bruxelles, Belgique        | Bulgarie                              | D 0 - 2                               | Éliminatoires de l'Euro 2004          | FC Utrecht                            | Titulaire.                                                    |

| Matchs aspirants de Stijn Vreven | Matchs aspirants de Stijn Vreven | Matchs aspirants de Stijn Vreven       | Matchs aspirants de Stijn Vreven | Matchs aspirants de Stijn Vreven | Matchs aspirants de Stijn Vreven | Matchs aspirants de Stijn Vreven | Matchs aspirants de Stijn Vreven |
| #                                | Date                             | Lieu                                   | Adversaire                       | Résultat                         | Compétition                      | Club                             | Notes                            |
| -------------------------------- | -------------------------------- | -------------------------------------- | -------------------------------- | -------------------------------- | -------------------------------- | -------------------------------- | -------------------------------- |
| 1                                | 26 mars 1996                     | Stade du Mambourg, Charleroi, Belgique | France B                         | N 1 - 1                          | Match amical                     | KV Malines                       | Titulaire.                       |
| 2                                | 24 mars 1998                     | Le Canonnier, Mouscron, Belgique       | Norvège espoirs                  | N 1 - 1                          | Match amical                     | KAA La Gantoise                  | Titulaire.                       |
| 3                                | 10 février 1999                  | Stade Jean-Bouin, Angers, France       | France A'                        | D 1 - 2                          | Match amical                     | KAA La Gantoise                  | Titulaire.                       |

### Statistiques d'entraîneur
| Saison                | Club                  | Championnat           | Championnat | Championnat | Championnat | Championnat | Coupe(s) nationale(s) | Coupe(s) nationale(s) | Coupe(s) nationale(s) | Coupe(s) nationale(s) | Compétition(s) continentale(s) | Compétition(s) continentale(s) | Compétition(s) continentale(s) | Compétition(s) continentale(s) | Compétition(s) continentale(s) | Autres compétitions | Autres compétitions | Autres compétitions | Autres compétitions | Autres compétitions | Total | Total | Total | Total | % Victoires |
| Saison                | Club                  | Division              | M           | V           | N           | D           | M                     | V                     | N                     | D                     | Comp.                          | M                              | V                              | N                              | D                              | Comp.               | M                   | V                   | N                   | D                   | M     | V     | N     | D     | % Victoires |
| --------------------- | --------------------- | --------------------- | ----------- | ----------- | ----------- | ----------- | --------------------- | --------------------- | --------------------- | --------------------- | ------------------------------ | ------------------------------ | ------------------------------ | ------------------------------ | ------------------------------ | ------------------- | ------------------- | ------------------- | ------------------- | ------------------- | ----- | ----- | ----- | ----- | ----------- |
| 2010-2011             | Esperanza Neerpelt    | Séries provinciales   | 30          | 19          | 8           | 3           | -                     | -                     | -                     | -                     | -                              | -                              | -                              | -                              | -                              | -                   | -                   | -                   | -                   | -                   | 30    | 19    | 8     | 3     | 63%         |
| 2011-2012             | Esperanza Neerpelt    | Promotion C (D4)      | 30          | 15          | 7           | 8           | -                     | -                     | -                     | -                     | -                              | -                              | -                              | -                              | -                              | TF                  | 1                   | 0                   | 0                   | 1                   | 31    | 15    | 7     | 9     | 48%         |
| Sous-total            | Sous-total            | Sous-total            | 60          | 34          | 15          | 11          | -                     | -                     | -                     | -                     | -                              | -                              | -                              | -                              | -                              | -                   | 1                   | 0                   | 0                   | 1                   | 61    | 34    | 15    | 12    | 56%         |
| 2012-2013             | KFC Dessel Sport      | Division 2            | 34          | 11          | 8           | 15          | 1                     | 0                     | 0                     | 1                     | -                              | -                              | -                              | -                              | -                              | -                   | -                   | -                   | -                   | -                   | 35    | 11    | 8     | 16    | 31%         |
| 2013-2014             | Lommel United         | Division 2            | 34          | 16          | 11          | 7           | 1                     | 0                     | 0                     | 1                     | -                              | -                              | -                              | -                              | -                              | -                   | -                   | -                   | -                   | -                   | 35    | 16    | 11    | 8     | 46%         |
| 2014-2015             | Lommel United         | Division 2            | 34          | 21          | 7           | 6           | 2                     | 1                     | 0                     | 1                     | -                              | -                              | -                              | -                              | -                              | TF                  | 6                   | 1                   | 1                   | 4                   | 42    | 23    | 8     | 11    | 55%         |
| Sous-total            | Sous-total            | Sous-total            | 68          | 37          | 18          | 13          | 3                     | 1                     | 0                     | 2                     | -                              | -                              | -                              | -                              | -                              | -                   | 6                   | 1                   | 1                   | 4                   | 77    | 39    | 19    | 19    | 51%         |
| 2015-2016             | Waasland-Beveren      | Division 1            | 30          | 9           | 6           | 15          | 2                     | 1                     | 0                     | 1                     | -                              | -                              | -                              | -                              | -                              | PO2                 | 6                   | 1                   | 1                   | 4                   | 38    | 11    | 7     | 20    | 29%         |
| 2016-2017             | Waasland-Beveren      | Division 1            | 12          | 2           | 4           | 6           | 1                     | 1                     | 0                     | 0                     | -                              | -                              | -                              | -                              | -                              | PO2                 | -                   | -                   | -                   | -                   | 13    | 3     | 4     | 6     | 23%         |
| Sous-total            | Sous-total            | Sous-total            | 42          | 11          | 10          | 21          | 3                     | 2                     | 0                     | 1                     | -                              | -                              | -                              | -                              | -                              | -                   | 6                   | 1                   | 1                   | 4                   | 51    | 14    | 11    | 26    | 27%         |
| 2016-2017             | NAC Breda             | Eerste Divisie        | 19          | 10          | 3           | 6           | -                     | -                     | -                     | -                     | -                              | -                              | -                              | -                              | -                              | PO                  | 4                   | 3                   | 1                   | 0                   | 23    | 13    | 4     | 6     | 57%         |
| 2017-2018             | NAC Breda             | Eredivisie            | 34          | 9           | 7           | 18          | 1                     | 0                     | 0                     | 1                     | -                              | -                              | -                              | -                              | -                              | -                   | -                   | -                   | -                   | -                   | 35    | 9     | 7     | 19    | 26%         |
| Sous-total            | Sous-total            | Sous-total            | 53          | 19          | 10          | 24          | 1                     | 0                     | 0                     | 1                     | -                              | -                              | -                              | -                              | -                              | -                   | 4                   | 3                   | 1                   | 0                   | 58    | 22    | 11    | 25    | 38%         |
| 2018-2019             | FCO Beerschot Wilrijk | Division 1B           | 28          | 15          | 9           | 4           | 3                     | 2                     | 0                     | 1                     | -                              | -                              | -                              | -                              | -                              | BT+PO2              | 2+10                | 0+2                 | 1+2                 | 1+6                 | 43    | 19    | 12    | 12    | 44%         |
| 2019-2020             | FCO Beerschot Wilrijk | Division 1B           | 9           | 3           | 2           | 4           | 2                     | 1                     | 0                     | 1                     | -                              | -                              | -                              | -                              | -                              | BT                  | -                   | -                   | -                   | -                   | 11    | 4     | 2     | 5     | 36%         |
| Sous-total            | Sous-total            | Sous-total            | 37          | 18          | 11          | 8           | 5                     | 3                     | 0                     | 2                     | -                              | -                              | -                              | -                              | -                              | -                   | 12                  | 2                   | 3                   | 7                   | 54    | 23    | 14    | 17    | 43%         |
| 2019-2020             | KSC Lokeren           | Division 1B           | 13          | 1           | 4           | 8           | -                     | -                     | -                     | -                     | -                              | -                              | -                              | -                              | -                              | -                   | -                   | -                   | -                   | -                   | 13    | 1     | 4     | 8     | 8%          |
| 2020-2021             | AS Trenčín            | Fortuna Liga          | 22          | 7           | 7           | 8           | 4                     | 3                     | 0                     | 1                     | -                              | -                              | -                              | -                              | -                              | PO+BE               | 6+0                 | 0+0                 | 0+0                 | 6+0                 | 32    | 10    | 7     | 15    | 31%         |
| 2022-2023             | KFC Dessel Sport      | Nationale 1           | 26          | 9           | 8           | 9           | -                     | -                     | -                     | -                     | -                              | -                              | -                              | -                              | -                              | -                   | -                   | -                   | -                   | -                   | 26    | 9     | 8     | 9     | 35%         |
| 2023-2024             | KV Ostende            | Division 1B           | 15          | 3           | 6           | 6           | 3                     | 3                     | 0                     | 0                     | -                              | -                              | -                              | -                              | -                              | -                   | -                   | -                   | -                   | -                   | 18    | 6     | 6     | 6     | 33%         |
| 2024                  | FK Panevėžys          | A Lyga                | 22          | 7           | 8           | 7           | -                     | -                     | -                     | -                     | C1+C3+C4                       | 4+2+2                          | 1+0+0                          | 1+0+1                          | 2+2+1                          | -                   | -                   | -                   | -                   | -                   | 30    | 8     | 10    | 12    | 27%         |
| 2024-2025             | KSC Lokeren           | Division 1B           | 9           | 8           | 0           | 1           | -                     | -                     | -                     | -                     | -                              | -                              | -                              | -                              | -                              | PO                  | 3                   | 1                   | 0                   | 2                   | 12    | 9     | 0     | 3     | 75%         |
| 2025-2026             | KSC Lokeren           | Division 1B           | 2           | 0           | 0           | 2           | -                     | -                     | -                     | -                     | -                              | -                              | -                              | -                              | -                              | -                   | -                   | -                   | -                   | -                   | 2     | 0     | 0     | 2     | 0%          |
| Sous-total            | Sous-total            | Sous-total            | 11          | 8           | 0           | 3           | -                     | -                     | -                     | -                     | -                              | -                              | -                              | -                              | -                              | -                   | 3                   | 1                   | 0                   | 2                   | 14    | 9     | 0     | 5     | 64%         |
| Total sur la carrière | Total sur la carrière | Total sur la carrière | 403         | 165         | 105         | 133         | 20                    | 12                    | 0                     | 8                     | -                              | 8                              | 1                              | 2                              | 5                              | -                   | 38                  | 8                   | 6                   | 24                  | 469   | 186   | 113   | 170   | 40%         |

## Palmarès

### Palmarès de joueur
|  |  | FC Utrecht - Coupe des Pays-Bas (1) : - Vainqueur : 2003 - Finaliste : 2002 |  | Omónia Nicosie - Championnat de Chypre : - Vice-champion : 2006 |  | Esperanza Neerpelt - Championnat de Belgique de P1 (1) : - Champion : 2011 (Limbourg) |

### Palmarès d'entraîneur
|  |  | Esperanza Neerpelt - Championnat de Belgique de P1 (1) : - Champion : 2011 (Limbourg) - Championnat de Belgique de D4 : - Vice-champion : 2012 (Promotion C) |  | Lommel United - Championnat de Belgique de D2 : - Vice-champion : 2015 |  | NAC Breda - Play-offs de Eerste Divisie (1) : - Vainqueur : 2017 |  | FCO Beerschot Wilrijk - Championnat de Belgique de D2 : - Vice-champion : 2019 |